# 혼감
혼감(渾瑊, 736년 ~ 799년)은 중국 당(唐) 중기의 무장이다. 본명은 진(進)으로 고란주(皋蘭州) 사람이며 철륵족(鐵勒族) 혼부(渾部) 출신이다.

## 개요
고조부 혼아탐지(浑阿贪支) 때부터 철륵족의 혼부에 속하여 집안 대대로 고란주에 살았으며 아버지 석지(釋之)는 삭방군(朔方軍)의 군관이었다. 혼감은 누차 개부의동삼사(開府儀同三司)、시태상경(試太常卿)、영삭군왕(寧朔郡王)으로 옮겼다.
혼감은 11세에 삭방군에 들었고, 그 해에 적진 깊숙이 돌격해 공을 세웠으며 2년 뒤 석보성을 공략하고 용구도를 점령하는데 공을 세웠다. 천보(天寶) 5년(746년)에 아버지를 따라 작전에 참가하였는데 말을 달리며 활을 잘 쏘아서 공을 세웠다. 하로부(賀魯部)와 함께 작전을 펼쳐 절충과의(折衝果毅)가 제수되었다. 안사의 난 뒤에는 하동절도사(河東節度史) 이광필(李光弼)의 지휘를 받으며 하북(河北) 지역에서 작전을 수행하였고 적장 이입절(李立節)을 쏘아 죽인 공으로 좌효위장군(左驍衛將軍)에 올랐다. 현저한 군공으로 개부의동삼사、태상경(太常卿)이 더해졌다. 봉천(奉天) 포위 때 혼감은 화살을 무릅쓰고 죽기로 싸워서 지켜냈고, 경원(涇原)에서 일어난 병란(兵變) 와중에 이회광(李懷光)이 반란을 일으키자 혼감은 덕종을 한중(漢中)까지 호송하였다.
정원(貞元) 3년(787년) 토번(吐蕃)이 염(鹽)、하(夏) 2주를 점령하고 당과 회맹하였다. 덕종은 당시 하중절도사(河中節度使)였던 혼감에게 회맹주감사(會盟主監使)를 맡게 하였는데, 이성(李晟)이 혼감에게 만에 하나 있을지 모를 상황에 대비해야 한다고 일러 주었으나 혼감은 다른 의심을 품지 않았는데, 5월 15일 평량주(平涼州)에서 회맹하는 자리에서 토번이 숨겨두었던 복병을 일으켜 관원과 사졸들을 모두 포로로 잡아버렸다. 혼감은 이때 말을 타고 간신히 빠져나왔다. 후에 봉천에서 진수하면서 염주성을 수축한 공으로 검교사도(檢校司徒) 겸 중서령(中書令)으로 지위가 올랐다.
정원 15년(799년)에 졸하였다. 나이 64세였다.

## 평가
《구당서》에는 혼감은 사람됨이 겸허해서 공을 세워 지위가 장상에 오르고 난 뒤에도 뽐내는 기색이 없었기에 자신의 공명을 누릴 수 있었다고 적고 있다.

## 가족 관계
- 아버지 : 혼석지(渾釋之)
  - 본인 : 혼감(渾瑊)
    - 아들 : 혼련(渾鍊) - 좌우림군(左羽林軍) 장군
    - 아들 : 혼호(渾鎬) - 의무군(義武軍, 본부는 지금의 허베이성 바오딩시에 있었다) 절도사
    - 아들 : 혼거(渾鉅) - 아주(雅州, 지금의 스촨성 야안시)자사
    - 아들 : 혼강(渾鋼) - 천덕군(天德軍, 본부는 지금의 내몽골 자치구 바옌나오얼시에 있었다) 방어사(防禦使)
    - 아들 : 혼회(渾鐬) - 진무군(振武軍, 본부는 지금의 산시성 숴저우시에 있었다) 절도사

## 일화
혼감이 아버지를 따라 방추병으로 나섰을 때 그의 나이는 11살 정도였는데, 삭방절도사(朔方節度使) 장제구(張齊邱)가 그를 보고 "유모는 데려왔느냐?"라고 놀려 말했다고 한다.